# Lucky Ezeh
Lucky Ezeh (* 23. ledna 2004) je nigerijský fotbalový útočník, na hostování v Banské Bystrici.

## Klubová kariéra
Ezeh hrál v Nigérii za abudžskou fotbalovou akademii TBC, odkud v zimě 2021 odešel do akademie prestižního Atlética Madrid.

### MFK Karviná
Do Karviné přišel v březnu 2022. Za seniorské kategorie nastoupil poprvé v rezervě 11. září 2022. Prvoligový debut zaznamenal dne 22. července 2023 proti Zlínu, kdy v 27. minutě přispěl asistencí k celkové výhře 4:1. Premiérovou ligovou branku vstřelil v říjnu 2023 proti Hradci, kdy svým gólem zařídil vítězství 1:0. V době svého působení v dresu Karviné střidal áčko i B-tým.

### MFK Dukla Banská Bystrica (hostování)
V únoru 2025 odešel na půlroční hostování do banskobystrické Dukly, kvůli malému hernímu vytížení. První minuty v slovenské nejvyšší soutěži zapsal 23. února proti Michalovcům, první gól 16. března s Komárnem.